# Андрианов, Юрий Анатольевич
Юрий Анатольевич Андрианов (13 февраля 1953 года — 21 августа 2007 года) — писатель, поэт, переводчик, член Союза писателей РБ (1988), заслуженный работник культуры Башкортостана.

## Биография
Родился 13 февраля 1953 года в Уфе.
В 1980 году окончил Литературный институт имени М.Горького. Первый сборник его стихотворений «Дни» был издан вышел в 1984 году. Свои стихи он публиковал в газете «Комсомольская правда», журнале «Литературная учёба», в еженедельниках «Литературная Россия» и «Литературная газета».
Трудиться начал с 1974 году — электромонтером Уфимского телеграфа, а после окончания института работал в издательстве «Китап». С 1998 года Юрий Андрианов — главный редактор общественно-политического литературно-художественного журнала «Бельские просторы».
Занимался переводами на русский язык башкирских писателей: Н.Гаитбая, М.Карима, Н.Наджми, Ф. А. Рахимгуловой, Г. Б. Хусаинова и др. Под его редакцией были изданы: «Свод башкирского народного творчества» в десяти томах, тома Библиотеки башкирского романа «Агидель», серии «Золотые родники» (37 книг).
Юрий Андрианов был членом правления Союза писателей Башкортостана, руководителем творческого объединения русских и русскоязычных писателей республики Башкортостан. В молодости входил в состав сборной Башкирской АССР по волейболу.
Умер 21 августа 2007 года. Похоронен в Уфе на Южном кладбище.

## Произведения
Юрий Андрианов — автор поэтических сборников «Дни» (1984), «По воле твоей» (1992), «Под весенней звездой» (1987), «Собака по кличке Джек» для детей младшего возраста (1990), «Зимний ветер» (2003), «По тропе жизни» (2008) и других.

## Награды и звания
- Медаль «За трудовое отличие» (28 октября 1967 года) — за заслуги в развитии советской литературы и активное участие в коммунистическом воспитании трудящихся[1].
- Заслуженный работник культуры Башкортостана.
- Литературные премий имени Степана Злобина и Фатиха Карима.